# سفارة كوريا الجنوبية في روسيا
سفارة كوريا الجنوبية في روسيا هي أرفع تمثيل دبلوماسي لدولة كوريا الجنوبية لدى روسيا. تقع السفارة في موسكو وهي تهدف لتعزيز المصالح الكورية جنوبية في روسيا.

## وصلات خارجية
- الموقع الرسمي
- قائمة سفارات كوريا الجنوبية
- قائمة السفارات في روسيا